# USS Henry L. Stimson (SSBN-655)
USS Henry L. Stimson (SSBN-655) – amerykański okręt podwodny o napędzie atomowym z okresu zimnej wojny typu Benjamin Franklin, przenoszący pociski SLBM. Wszedł do służby w 1967 roku. Okręt nazwano imieniem polityka Henry'ego Stimsona, który zajmował stanowisko sekretarza stanu (1929-1933) i  dwukrotnie sekretarza wojny (1911-1913, 1940-1945). Wycofany ze służby w 1993 roku.

## Historia
Kontrakt na budowę okrętu został przydzielony stoczni Electric Boat w Groton 29 lipca 1963 roku. Rozpoczęcie budowy okrętu nastąpiło 4 kwietnia 1964 roku. Wodowanie miało miejsce 13 listopada 1965 roku, wejście do służby 20 sierpnia 1966 roku. Po wejściu do służby pierwszy patrol rozpoczął 23 lutego 1967 roku. Do 1973 roku stacjonował w bazie New London w Groton.
W 1973 roku na „Henry L. Stimson” wymieniono pociski Polaris na Poseidon. Po modernizacji i testach morskich, wykonywał patrole morskie z hiszpańskiej bazy Rota. W marcu 1980 roku na okręcie zakończono kolejną modernizację, podczas której zainstalowano nowe pociski Trident I. W tym czasie okręt stacjonował w bazie Naval Submarine Base Kings Bay w stanie Georgia. „Henry L. Stimson” został wycofany ze służby 5 maja 1993 roku, a następnie złomowany w 1994 roku.